# Paul Jones (producteur)
Pour les articles homonymes, voir Paul Jones et Jones.
Paul Jones (1901-1968) est un producteur américain. Il a surtout travaillé pour Paramount Pictures.

## Biographie
Paul Jones produit un certain nombre de films de Preston Sturges, Bob Hope, Dean Martin et Jerry Lewis. Il a également produit Mon héros (1948) pour Metro-Goldwyn-Mayer.

## Filmographie
- 1941 : Vedette à tout prix (Kiss the Boys Goodbye)
- 1942 : La Blonde de mes rêves (My Favorite Blonde) de Sidney Lanfield
- 1945 : Épousez-moi, chérie ! (Hold That Blonde!) de George Marshall
- 1947 : Le Fiancé de ma fiancée (Dear Ruth) de William D. Russell
- 1948 : Mon héros (A Southern Yankee) d'Edward Sedgwick